# Budziszów (przystanek kolejowy)
Budziszów − nieczynny przystanek osobowy w Rolantowicach, w województwie dolnośląskim.